# Philosophiæ doctor
Philosophiæ doctor sau doctor philosophiæ (abreviat PhD, Ph. D. sau DPhil; literalmente „Doctor în filosofie”) este distincția cea mai înaltă a unei diplome de doctorat în sistemul anglo-saxon și cel franco-canadian.
În contextul distincțiilor academice, termenul „filosofie” nu se referă exclusiv la domeniul filosofiei, ci este folosit într-un sens mai larg în concordanță cu înțelesul său original din limba greacă, și anume „iubirea de înțelepciune”.